# Janusz Borowski
Janusz Borowski (ur. 10 października 1966) – polski pięściarz, medalista mistrzostw kraju.
W kwietniu 1983 roku wziął udział w międzynarodowym turnieju juniorskim Srebrna Łódka. W finale kategorii 51 kg przegrał ze Sławomirem Lisowskim. W lipcu tego samego roku dotarł do ćwierćfinału mistrzostw Polski juniorów w kategorii 54 kg – został pokonany przez Alfreda Kamyczka z Szombierek Bytom.
W maju 1988 roku w Kielcach został wicemistrzem Polski seniorów w kategorii 60 kg. W eliminacjach pokonał Aleksandra Koniecznego, następnie zwyciężył Krzysztofa Kosedowskiego. W półfinale wygrał z Piotrem Marcinkowskim, natomiast w finale przegrał z Janem Wałejko z Broni Radom. Dwa lata później w Jastrzębiu-Zdroju zdobył swój drugi medal mistrzostw kraju, tym razem w kategorii 63,5 kg. Wywalczył brąz, przegrywając w półfinale z Jerzym Ziętkiem z Olimpii Poznań.
Był wychowankiem Motoru Lublin. Reprezentował również barwy Avii Świdnik i Błękitnych Kielce. Będąc zawodnikiem tego ostatniego klubu zdobył medale mistrzostw Polski.